# Aires de Almeida
Aires de Almeida ist ein osttimoresischer Unabhängigkeitsaktivist und Funktionär der Partei FRETILIN.

## Werdegang
Almeida absolvierte die Sekundarstufe am Liceu Dr. Francisco Machado in Dili in den 1960er-Jahren. Danach absolvierte er seinen Militärdienst, bei dem er zum Ausbilder und Lehrer für timoresische Analphabeten unter den Soldaten wurde. Er geriet auf eine Beobachtungsliste der Geheimpolizei Polícia Internacional e de Defesa do Estado (PIDE) und ging Anfang der 1970er-Jahre nach Portugal, wo er ein Haus in Lissabon mietete, das zum Treffpunkt linksorientierter osttimoresischer Studenten wurde. Aufgrund ihrer Besuche bei Almeida wurden einige der Studenten von der DGS, der Nachfolgerin der PIDE, verhört. Nach der Nelkenrevolution 1974 besetzte die Gruppe das osttimoresische Kulturzentrum und nutzte das Casa dos Timores als Treffpunkt.
Ende 1978 zog Almeida nach Australien, wo er sich weiter für die Unabhängigkeit Osttimors einsetzte. In Sydney gründete er das erste timoresische Kulturzentrum. Seitdem die Unabhängigkeit 2002 erreicht wurde, lebt Almeida wieder in Osttimor und wirbt für alternative Technologien, wie zum Beispiel Biogas. Er war auch für das Staatssekretariat für Energiepolitik unter Avelino Coelho da Silva tätig.

## Familie
Almeida ist der Bruder von Filomena de Almeida, Ehefrau vom ehemaligen Premierminister Osttimors Estanislau da Silva. Die Familie stammt ursprünglich aus Indien.